# Lac de Saléchan
Le lac de Saléchan est un lac français situé sur la commune de Saléchan dans le département des Hautes-Pyrénées, en région Occitanie.

## Description
Les trois lacs d'une superficie totale de 5 hectares ont été établis sur une ancienne gravière.
Des canards colvert vivent dans ces lacs.
C'est un lac ouvert à la pêche toute l'année,.
- Le grand lac est accessible aux adultes et personnes handicapées et tout type de pêche y est pratiqué. Des carpes Koï vivent dans ce lac[4] ;
- Le lac moyen est réservé aux enfants ;
- Le petit lac est réservé à la pêche à la mouche (no kill).

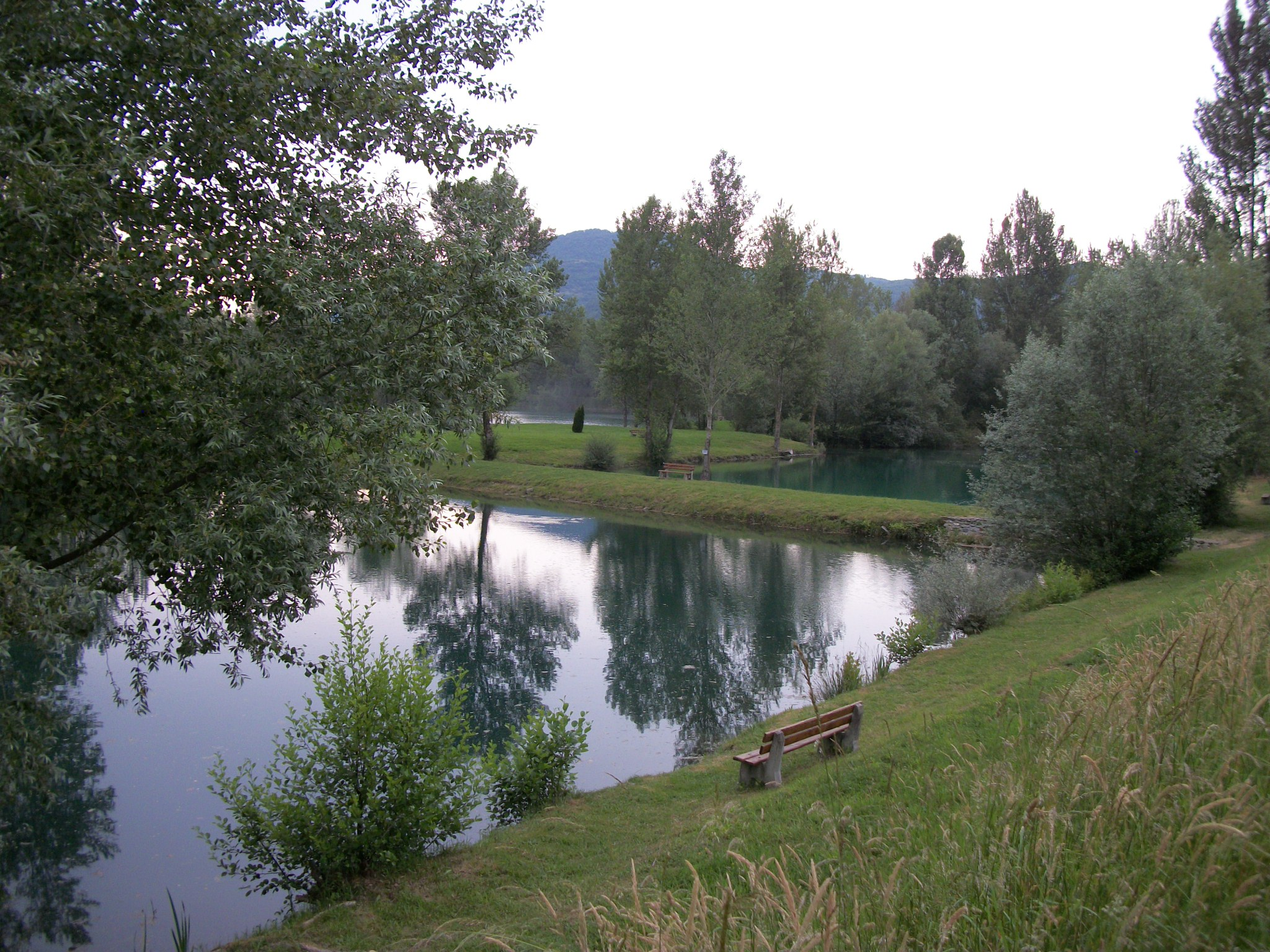
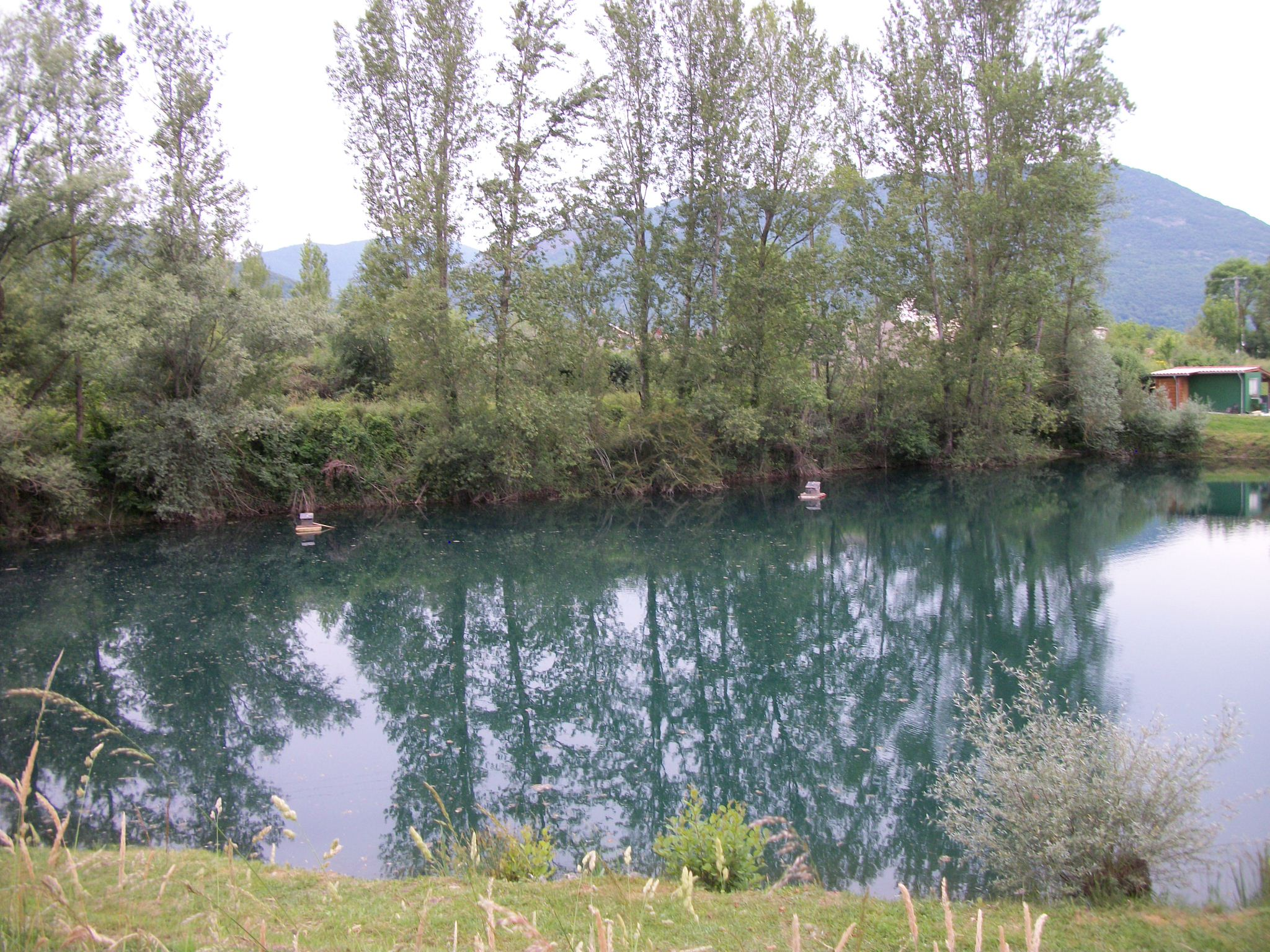
Un des lacs avec des nichoirs pour les canards colvert.